# Przybyszew (województwo mazowieckie)

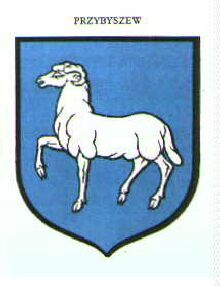
Historyczny herb Przybyszewa

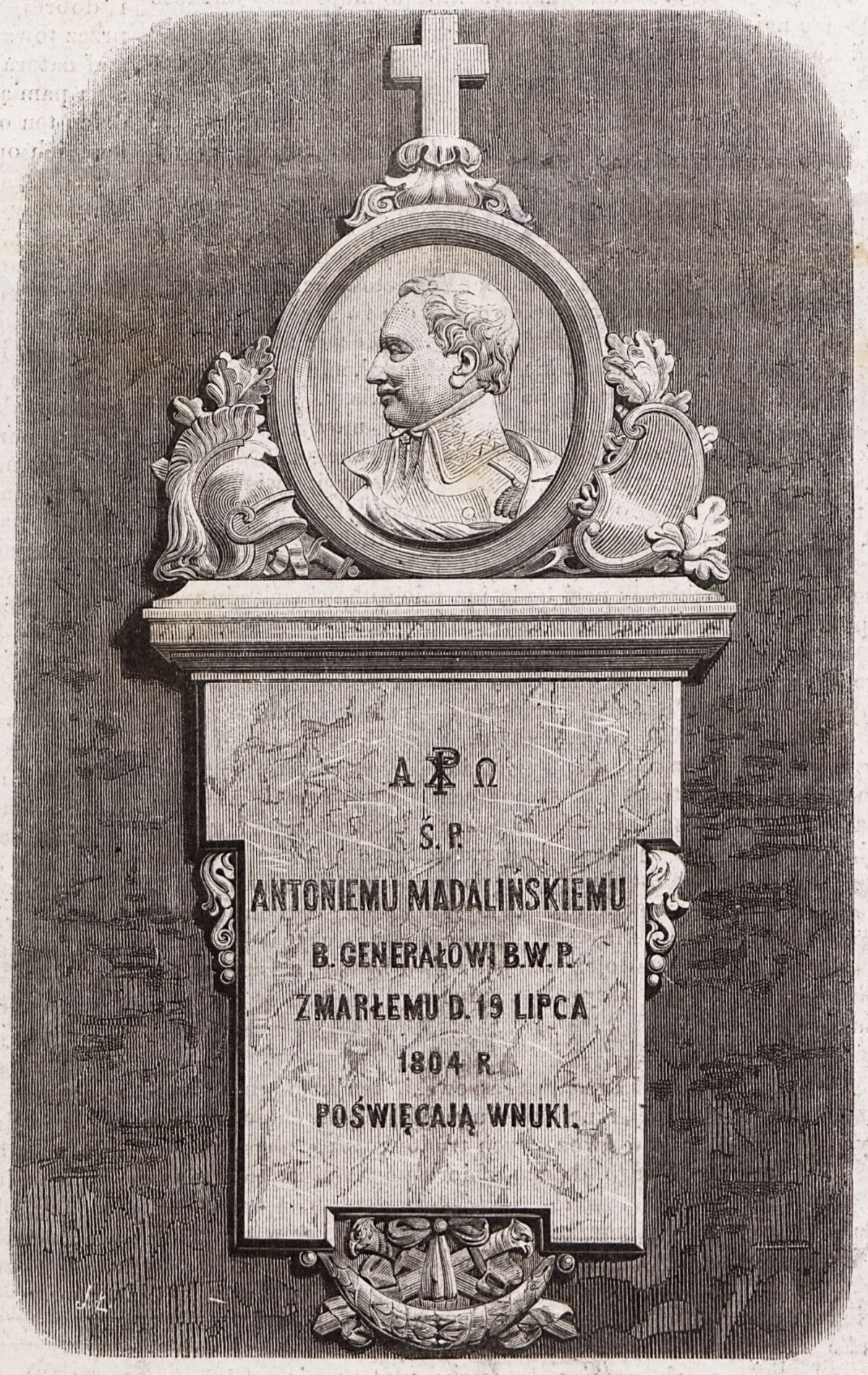
Epitafium Antoniego Madalińskiego w kościele parafialnym w Przybyszewie, dłuta Bolesława Syrewicza.
Drzeworyt Józefa Łoskoczyńskiego z 1876 roku.

Przybyszew – wieś w Polsce położona w województwie mazowieckim, w powiecie białobrzeskim, w gminie Promna. 
Przybyszew był miastem duchownym. Dawniej miasto; uzyskał lokację miejską przed 1396 rokiem, zdegradowany w 1869 roku. Przybyszew, będący własnością duchowną, położony był w drugiej połowie XVI wieku w powiecie grójeckim ziemi czerskiej województwa mazowieckiego. W latach 1975–1998 miejscowość położona była w województwie radomskim.
Wieś jest sołectwem w gminie Promna. 
| SIMC    | Nazwa          | Rodzaj    |
| ------- | -------------- | --------- |
| 0633120 | Błonie         | część wsi |
| 0633136 | Podwal         | część wsi |
| 0633142 | Przybyszkowice | część wsi |
| 0633159 | Rynek          | część wsi |

## Historia
Jako osada kościelna Przybyszew powstał przed XIV w. Potwierdzają to wyniki powierzchniowych badań znalezisk archeologicznych, pozwalające cofnąć metrykę historyczną wsi do czasów wczesnośredniowiecznych. Archeologiczne zdjęcie Polski daje podstawę, aby sądzić, że musiała istnieć niewielka osada Przybyszew w bezpośrednim sąsiedztwie innej wsi Przybyszkowice. Można przypuszczać, że siedlisko wiejskie usytuowane było na najwyżej położonym terenie, na wysokim brzegu Pilicy. Wczesnośredniowieczna osada ze względu na swoje położenie w obrębie  cypla  wysoczyzny,  wciśnięta  między  dolinę  Pilicy  a  koryto  jego  dopływu  Rykolanki, pełniła prawdopodobnie funkcje obronne. Do dziś w układzie komunikacyjnym Przybyszewa zachowała się droga zwana Podwalem o specyficznym okrągłym biegu, nawiązując do lokalnych cech topograficznych i pierwotnych form osadniczych na tym terenie.
Pierwsze wzmianki o wsi znaleźć można w dokumencie z 1338 r. Jest to umowa między księciem mazowieckim Trojdenem, synem Bolesława II, a Janem – opatem płockim  zakonu  benedyktynów, w której jest mowa, iż 12 grudnia 1338 w zamian za Milonów (obecnie Wilanów) Benedyktyni płoccy uzyskują od księcia mazowieckiego i czerskiego Trojdena I przywileje dla wsi klasztornych w ziemi czerskiej nad Pilicą, w tym dla Przybyszewa oraz przywilej na lokację miasta na prawie magdeburskim w Przybyszewie lub okolicy. W 1396 lub przed Przybyszew otrzymał prawa miejskie od księcia Siemowita IV, co pozwoliło mu na większą swobodę samodzielnych działań w odróżnieniu od sąsiadujących z nim zniewolonych wsi pańszczyźnianych oraz na ukształtowanie się innej osobowości mieszczan-rolników. W tym czasie istniała tu już parafia i wzniesiona została warownia nad rzeką.
W drugiej połowie XV wieku i w wieku następnym osada rozwijała się leżąc na trasie pilickich płukanek – istniał tu pal (przystań), binduga i warsztat szkutniczy. Powstawały tu płaskodenne łodzie m.in. łyżwy i byki do transportu płodów rolnych. Budowano na bindudze tratwy spławiane ku Wiśle i dalej do Gdańska. 
Przemiany gospodarcze w XVI w. spowodowały wzrost zapotrzebowania na zboże w całej Europie, a co za tym idzie – na pracę chłopów, co doprowadziło do całkowitego ich zniewolenia. Sytuacja ta spowodowała, że benedyktyni chcieli za wszelką cenę zmusić także mieszczan do dodatkowych świadczeń na rzecz zakonu w postaci pracy na jego ziemiach. Mieszczanie swoje przywileje w postaci stosunkowo niewielkich świadczeń na rzecz zakonu w porównaniu z pańszczyźnianymi chłopami  potwierdzali  u  każdego  nowego  władcy  Polski,  a  w  sądach  toczyły  się  różnego  typu  sprawy  między  nimi  a  benedyktynami.  Jedna  z  takich  spornych  spraw, dotycząca prawa pędzenia wódki i warzenia piwa przynosząca miastu duże dochody, ciągnęła się 100 lat. Toczące się przez wieki spory z zakonem uformowały zwartą społeczność potrafiącą walczyć o swoje prawa. Przybyszew jako miasto stał się ważnym ośrodkiem  zarówno  handlowym,  jak  i  wytwórczym.  
Od XVII wieku na skutek licznych wojen następował powolny upadek regionu i miasta, które w latach 1779–1812 płonęło 5 razy. Ostatni i największy w 1812 roku strawił 50 domów wraz z zabudowaniami gospodarczymi. Ustały  targi  i  jarmarki,  a  rzemieślnicy  zaczęli  się  przenosić  do  innych miast. W czasie insurekcji kościuszkowskiej w miejscowym ratuszu gościł Tadeusz Kościuszko, wydając tu Ordonans przybyszewski. Prawa miejskie Przybyszew stracił w 1860 r. i nie podjął starań o ich przywrócenie.

## Oświata
Przed  II  wojną  światową  analfabeci  stanowili  44,5%  ludności  Przybyszewa. Pierwsza  szkoła  powstała  w  Przybyszewie  w  1800  r.  Utrzymywali ją mieszczanie własnym kosztem. W 1840 r. wybudowali własnym sumptem nową szkołę na zakupionej w tym celu działce. W 1922 r. kółko  rolniczo-ogrodnicze  przeznaczyło  z  wykupionych  dóbr  ziemskich  we  wsi  Strupiechów 35 ha i zabudowania folwarczne na Szkołę Gospodarstwa Wiejskiego dla dziewcząt, która działała pod różnymi nazwami i profilami jeszcze po wojnie. Nowy  budynek  powstał  dopiero  w 1950 r. Brak było materiałów, pieniędzy i rzemieślników. Dzięki kierownikowi szkoły Władysławowi Rosłońcowi oraz niezwykle aktywnej postawie mieszkańców i młodzieży udało się stary z 1840 r. budynek dwuizbowej szkoły zamienić na nowy. W 2018 r. do szkoły dobudowano salę gimnastyczną z kilkoma dodatkowymi pomieszczenia-mi lekcyjnymi. Przy okazji ocieplono budynek szkoły, wykonano nową elewację. Nieomal cały koszt tej inwestycji pokrył urząd gminy. W latach 1959–1975 w budynku szkolnym  funkcjonowała  Szkoła  Przysposobienia  Rolniczego.
Utworzenie biblioteki gromadzkiej też zainicjowali w 1955 r. sami mieszkańcy, którzy wyposażyli ją w pierwszych 87 książek zebranych we wsi. 

## Produkty regionalne
Miasto słynęło z upraw ogórków i ich kiszenia w dębowych beczkach, przechowywanych w nurtach rzeki. Ogórki przybyszewskie wożono m.in. do Warszawy, Radomia i innych miast.

## Ludzie związani z Przybyszewem
W Przybyszewie funkcjonuje parafia pod wezwaniem św. Apostołów Piotra i Pawła, należąca do dekanatu mogielnickiego, archidiecezji warszawskiej. Jej proboszczem był ks. kan. Stanisław Wilkoszewski od 1914 do 1955, który miał wielką umiejętność dotarcia  do  wiejskiej  społeczności  i  organizowania  jej  wokół  celów  poprawiających  warunki  życia. Położył on ogromne zasługi w rozwoju gospodarczym miejscowości i okolicznych wsi: założył w 1917 roku Kółko Rolniczo-Ogrodnicze oraz w 1918 roku Spółdzielczą Kasę . 
W podziemiach tutejszego kościoła został pochowany gen. Antoni Józef Madaliński, który dzierżawił pobliski folwark Borowe. 
W Przybyszewie urodził się ks.  Marceli Wacław Nowakowski, poseł II RP.